# 12153 Конон
12153 Конон (12153 Conon) — астероїд головного поясу, відкритий 26 березня 1971 року.
Тіссеранів параметр щодо Юпітера — 3,606.